# Arhopala tounguva
Arhopala tounguva är en fjärilsart som beskrevs av Smith 1887. Arhopala tounguva ingår i släktet Arhopala och familjen juvelvingar. Inga underarter finns listade i Catalogue of Life.